# SN 2002az
SN 2002az – supernowa odkryta 14 lutego 2002 roku w galaktyce A105417-0454. W momencie odkrycia miała maksymalną jasność 22,90m.